# Cláudia Borges
Cláudia Borges (Amadora, 9 de fevereiro de 1983) é uma modelo e apresentadora de televisão portuguesa.

## Biografia
Aos 18 anos participa no concurso Miss Mundo Portugal 2001 e acaba por vencer. Em Setembro de 2002, estreia-se como apresentadora de televisão ao dar a cara ao programa infantil da SIC, Disney Kids. Apresentou, também, o programa Êxtase da SIC.
Ganhou o prémio Miss Portugal em 2005.
Foi mãe, pela primeira vez, no dia 12 de novembro de 2010, do Rodrigo, fruto do casamento de quatro anos com o realizador Samuel Fortuna. Foi mãe, pela segunda vez, no dia 24 de novembro de 2018 de uma menina, Carolina.
Atualmente, apresenta com Iva Lamarão, Carolina Patrocínio, Raquel Sampaio e Maria Dominguez o programa Fama Show, na SIC.

## Televisão
| Ano             | Título                                         | Notas                                                                               | Canal          |
| --------------- | ---------------------------------------------- | ----------------------------------------------------------------------------------- | -------------- |
| 2002 - 2003     | Disney Kids                                    | Apresentadora                                                                       | SIC            |
| 2003 - 2008     | Êxtase                                         | Apresentadora                                                                       | SIC            |
| 2004            | Uma Aventura na Casa Assombrada                | Atriz, no papel de Filipa                                                           | SIC            |
| 2005            | 5 Estrelas                                     | Apresentadora                                                                       | SIC            |
| 2008 - presente | Fama Show                                      | Apresentadora/ Repórter                                                             | SIC            |
| 2013            | Portugal em Festa                              | Repórter esporádica                                                                 | SIC            |
| 2013            | Posso Entrar?                                  | Apresentadora, ao lado de Rita Andrade                                              | SIC Caras      |
| 2014 - 2019     | Totoloto                                       | Apresentadora                                                                       | SIC            |
| 2014 / 2015     | Festa de Verão                                 | Apresentadora                                                                       | SIC Caras      |
| 2015            | XX Gala Globos de Ouro - Antevisão             | Repórter                                                                            | SIC Caras      |
| 2015            | XX Gala Globos de Ouro - Passadeira Vermelha   | Repórter                                                                            | SIC Caras      |
| 2015            | Festa de Lançamento de Coração d'Ouro          | Apresentadora, ao lado de Liliana Campos                                            | SIC Caras      |
| 2016            | Rock in Rio                                    | Repórter                                                                            | SIC Caras      |
| 2017            | XXII Gala Globos de Ouro - Passadeira Vermelha | Apresentadora                                                                       | SIC Caras      |
| 2018            | Queridas Manhãs - Especial Regresso às Aulas   | Apresentadora                                                                       | SIC            |
| 2020            | Olhó Baião!                                    | Repórter de Exteriores                                                              | SIC            |
| 2020 - 2023     | Casa Feliz                                     | Apresentadora dos sorteios especiais                                                | SIC            |
| 2020 - 2021     | Fica Bem                                       | Apresentadora                                                                       | SIC Caras      |
| 2021 / 2022     | Estamos em Casa                                | Apresentadora                                                                       | SIC            |
| 2021            | Estamos em Casa                                | Apresentadora dos sorteios, na ausência de Maria Dominguez                          | SIC            |
| 2022 - 2023     | Olhá SIC                                       | Apresentadora                                                                       | SIC            |
| 2022            | Caixa Mágica                                   | Repórter                                                                            | SIC            |
| 2022            | Emmy Awards 2022 - Red Carpet                  | Apresentadora                                                                       | SIC Caras      |
| 2022            | Festa de Verão SIC                             | Apresentadora                                                                       | SIC            |
| 2022            | XXVI Gala Globos de Ouro - Passadeira Vermelha | Repórter                                                                            | SIC/ SIC Caras |
| 2022            | Olhá SIC com a Seleção                         | Apresentadora                                                                       | SIC            |
| 2023            | Domingão                                       | Apresentadora esporádica                                                            | SIC            |
| 2025            | Domingão                                       | Apresentadora substituta                                                            | SIC            |
| 2023 - 2024     | Passadeira Vermelha                            | Apresentadora substituta, nas ausências de Liliana Campos                           | SIC Caras/ SIC |
| 2023            | Portugal à Gargalhada - A Homenagem            | Repórter                                                                            | SIC            |
| 2023            | Maria João Abreu - A Homenagem                 | Repórter                                                                            | SIC            |
| 2023            | Domingão Especial Arraial SIC                  | Repórter                                                                            | SIC            |
| 2023 - 2024     | Festival da Comida Continente                  | Apresentadora                                                                       | SIC            |
| 2023 - 2025     | Feriadão                                       | Apresentadora                                                                       | SIC            |
| 2023            | Mimosa vem Lanchar                             | Repórter                                                                            | SIC            |
| 2023 - 2025     | Alô Portugal                                   | Repórter da inauguração das lojas KiK, com Miguel Costa                             | SIC            |
| 2024            | Alô Portugal                                   | Apresentadora substituta, na ausência de Ana Marques e José Figueiras               | SIC            |
| 2024            | Especial Rock in Rio: A Energia da Música      | Apresentadora                                                                       | SIC            |
| 2024            | Força, Marco Paulo                             | Repórter                                                                            | SIC            |
| 2024            | Alô Marco Paulo                                | Apresentadora, ao lado de Marco Paulo, na ausência de Ana Marques                   | SIC            |
| 2024            | Alô Portugal                                   | Apresentadora, ao lado de Miguel Costa, na ausência de Ana Marques e José Figueiras | SIC            |
| 2024            | Júlia - Especial Adeus, Marco Paulo            | Repórter, a partir da Basílica da Estrela                                           | SIC            |
| 2024            | Até Sempre, Marco Paulo                        | Apresentadora                                                                       | SIC            |
| 2025            | Domingão Especial Carnaval                     | Repórter, a partir de Podence                                                       | SIC            |